# Rue Arthur-Legoust
La rue Arthur-Legoust est une voie de Toulouse, chef-lieu de la région Occitanie, dans le Midi de la France.

## Situation et accès

### Description
La rue Arthur-Legoust est une voie publique. Elle se trouve dans le quartier de la Juncasse-Argoulets, dans le secteur 4 - Est. Elle correspond à une partie de l'ancien chemin vicinal no 77, qui allait du chemin de Périole (actuelle rue de Périole) au chemin des Argoulets en franchissant la colline du Calvinet (actuelles rue Bernard-Ortet, rue des Redoutes, impasse de la Caravelle, rue Benjamin-Baillaud, passage Louis-Plana et rue Arthur-Legoust).
Elle naît du chemin des Argoulets, presque dans le prolongement de la rue Jacques-Offenbach. Elle est longue de 270 mètres et suit un tracé tortueux, orienté principalement au nord-ouest. Elle reçoit, après 35 mètres, la rue Boileau. Elle se termine 235 mètres après au carrefour de la rue Louis-Plana et de la rue de Caumont.
La chaussée compte une voie de circulation automobile à sens unique. Elle est définie comme une zone 30 et la vitesse y est limitée à 30 km/h. Il n'existe pas d'aménagement cyclable.

### Voies rencontrées
La rue Arthur-Legoust rencontre les voies suivantes, dans l'ordre des numéros croissants (« g » indique que la rue se situe à gauche, « d » à droite) :
1. Chemin des Argoulets
2. Rue Boileau (g)
3. Rue Louis-Plana (g)
4. Rue de Caumont (d)

### Transports
La rue Arthur-Legoust n'est pas directement parcourue par les transports en commun. Elle débouche cependant sur la rue Louis-Plana, desservie par la ligne de bus 19. Plus au nord, sur la place de la Roseraie, se trouvent la station de métro du même nom, sur la ligne de métro , et les arrêts du bus 36.
Les stations de vélos en libre-service VélôToulouse les plus proches sont les stations no 178 (100 avenue Yves-Brunaud) et no 179 (5 chemin Cassaing).

## Odonymie
La rue a été nommée en hommage à Arthur Legoust (vers 1580-vers 1630). Sculpteur, il fut actif à Toulouse entre 1607 et 1629 et fut l'ami de Pierre Souffron et le professeur de Pierre Affre.
En 1910, la rue avait d'abord été nommée rue des Hirondelles. En 1937, la municipalité socialiste d'Antoine Ellen-Prévot lui attribua le nom de Wilhelm Hegel (1770-1831), philosophe allemand dont les travaux eurent une influence décisive sur l'ensemble de la philosophie contemporaine. Mais en 1941, la municipalité vichyste décida de le changer : le philosophe était effectivement critiqué par les intellectuels nazis, particulièrement pour ses positions sur la rationalité, la  théorie  de  l'évolution et la théorie de l'État. On lui préféra celui de Théophile Silvestre (1823-1876), critique d'art et historien de l'art né en Ariège, qui avait ses études à Toulouse, auteur d'une Histoire des artistes vivants français et étrangers, commencée en 1852 et restée inachevé. C'est finalement en 1947 que la municipalité toulousaine dirigée par Raymond Badiou et largement issue des rangs de la Résistance lui donna son nom actuel.

## Histoire
La rue Arthur-Legoust est un ancien chemin rural, aménagé en 1910.

## Patrimoine et lieux d'intérêt

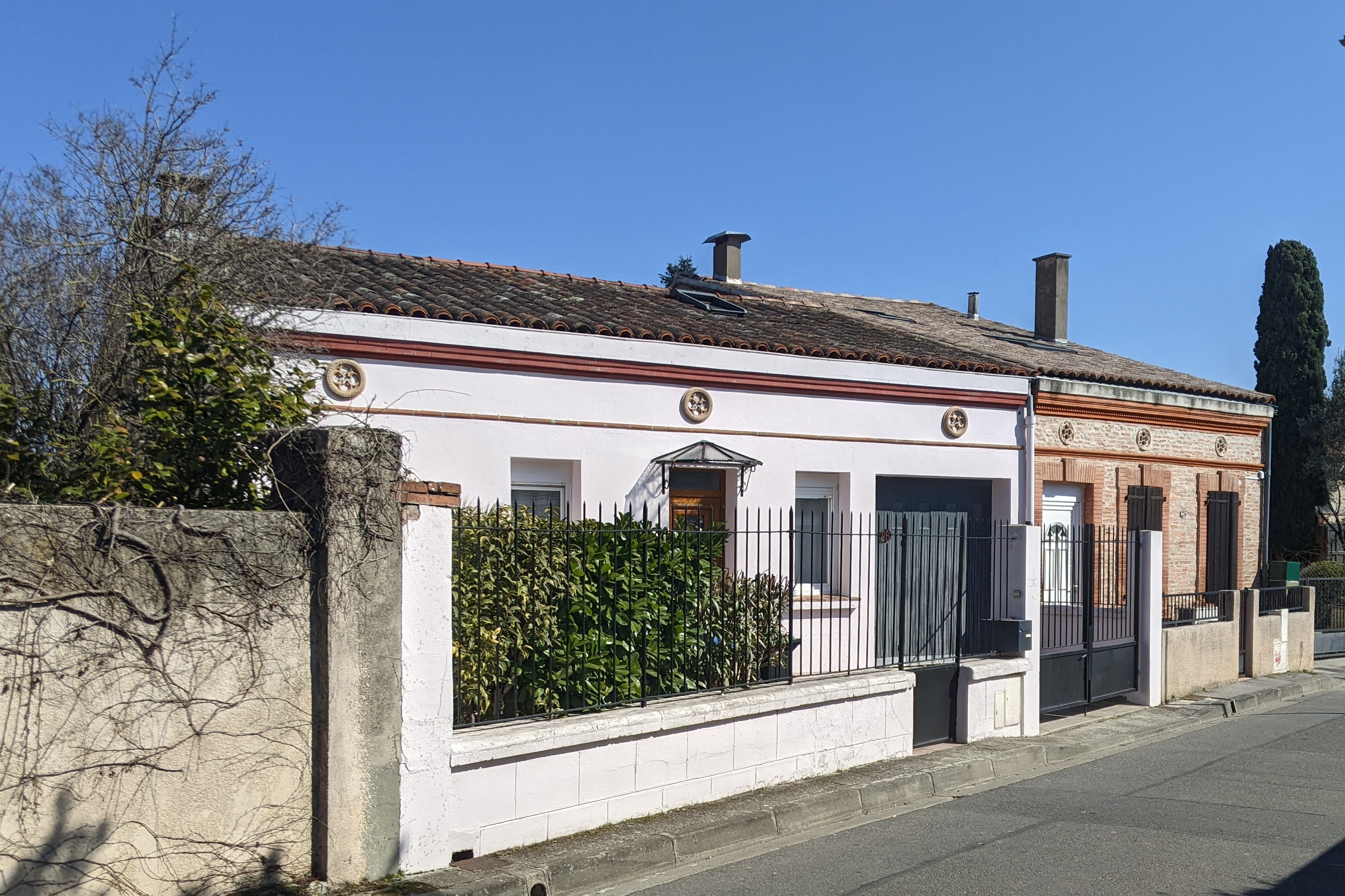
no 26 et 24 : maisons toulousaines.

- no  20 : maison toulousaine.
La maison toulousaine, construite dans le premier quart du XXe siècle, est bâtie en brique, mais la façade est largement enduite. Elle s'élève sur deux niveaux, séparés par un cordon de brique. Le rez-de-chaussée est percé de fenêtres rectangulaires dont le chambranle est surmonté d'une agrafe. Le comble à sucroît est aéré par des ouvertures qui ont des parements en terre cuite. L'élévation est couronnée par une corniche moulurée[7].

- no  22 : maison toulousaine (premier quart du XXe siècle)[8].

- no  24 : maison toulousaine.
La maison toulousaine, construite dans le premier quart du XXe siècle, est bâtie en brique. Elle s'élève sur deux niveaux, séparés par un cordon mouluré. Le rez-de-chaussée est percé de fenêtres rectangulaires dont le chambranle à crossettes est surmonté d'une agrafe. Le comble à sucroît est aéré par des ouvertures qui ont des parements en terre cuite. L'élévation est couronnée par une corniche moulurée à denticules[9].

- no  26 : maison toulousaine.

- no  27-27 bis : maison toulousaine.
La maison toulousaine, construite dans deuxième moitié du XIXe siècle, est bâtie en assises alternées de brique et de galets. Elle s'élève entre la rue Louis-Plana (actuel no 164), où se trouve la façade principale, et la rue Arthur-Legoust. Elle compte deux niveaux, séparés par un simple cordon de brique. Le comble à sucroît est aéré par de petites ouvertures rectangulaires et une fenêtre plus large. L'élévation est couronnée par une corniche moulurée[10].